# Agrupamento das Beiras
O Agrupamento das Beiras é uma Organização Zonal de Atletismo, com acção territorial correspondente à da Região Centro de Portugal, compreendendo as Associações Regionais de Atletismo dos distritos de Aveiro, Castelo Branco, Coimbra, Guarda, Leiria e Viseu.
As suas competências abrangem a organização de Campeonatos e Torneios zonais e formação e enquadramento técnico de valores.
A liderança do Agupamento funciona em regime rotativo, cabendo à Associação de Atletismo de Aveiro gerir os seus destinos na época de 2008/09.
Associado a si está o Centro de Formação das Beiras, sedeado em Aveiro e coordenado pelo Prof. António Beça, coadjuvado pelo Prof. António Graça.

## Campeonatos e Torneios Organizados pelo Agrupamento das Beiras
- Campeonato Absoluto das Beiras (Pista)
- Campeonato Absoluto das Beiras em Pista Coberta
- Triatlo Técnico Jovem das Beiras
- Atleta Completo das Beiras
- Km Jovem das Beiras
- Olímpico Jovem das Beiras
- Salto em Altura em Sala das Beiras
- Corta-Mato das Beiras
- Campeonato de 10000m das Beiras
- Encontro de Selecções